# ワンモア (テレビドラマ)
『ワンモア』は、2021年4月6日（5日深夜）から5月18日（17日深夜）まで、毎週火曜日の0時15分 - 0時48分（JST、月曜深夜）に放送のメ〜テレ制作のテレビドラマである。全7話。
それぞれに事情を抱えながらも、夜間定時制高校に通い、他人の人生と触れ合うことで自らと向きあい、成長をしていく5人の姿を描いたストーリーである。苦しい境遇だが少しずつ前を向きたくなる学園ドラマであり、定時制高校を舞台に不器用な大人たちが織り成すヒューマンドラマである。

## キャスト

### 主要人物
火村直哉（ひむら なおや）
演 - 戸塚祥太（A.B.C-Z)
元ヤンキーで中卒。谷部木材店で働いている。過去に傷害事件を起こして執行猶予中であり、身元引受人である社長から"賭け"を持ちかけられ、江尾市立轟高等学校の定時制に通うことになった。
しぶしぶ通っていた火村だが、クラスメイトや教師たちと交流する中で少しずつ変化していく。
水野真二郎 (みずの しんじろう）
演 - 五関晃一 （A.B.C-Z）
学園ドラマの教師役に憧れる新米教師。定時制1-Aの副担任。採用に空きがでるまでは警備員のバイトをしていた。さまざまなドラマの教師のコスプレとモノマネをして授業を行うが、熱血が空回りしている。
第1話では赤ジャージに竹刀(『ごくせん』)を持って、第2話ではサングラス着用でグレートなティーチャー(『GTO』)のセリフを放つ。第3話では昭和50年代にお茶の間が“熱中”した北海道生まれの小学校の先生(『熱中時代』)、第4話では熱血ラグビー教師(『スクール☆ウォーズ』)をオマージュ。
空田公平 (そらた こうへい)
演 - 塚田僚一（A.B.C-Z）
学ランで登校するシングルファーザー。大病をし高校に進学できなかったが、克服し幼なじみと結婚。しかし妻に先立たれ、娘と二人で暮らしている。妻と娘の勧めもあり、定時制高校に通っている。シロイヌヤマダ宅配便で配達員として働いている。
亡くなった妻の両親との関係に問題を抱えている。
地井誠 (ちい まこと)
演 - 河合郁人（A.B.C-Z）
やる気がなくドライな訳あり教師。定時制1-Aの担任。教師を仕事として割り切り、淡々と授業を行っていく。以前は別の高校の全日制で教師をしていた。
バーで出会って一夜を共にした女性に対して冷たい態度を取る一面も。過去には生徒たちに対して優しい、いい先生であった。しかし、生徒にはめられたことによる過去の苦々しい出来事によって生徒と向き合う情熱に蓋をしている。
風間翔 (かざま しょう)
演 - 橋本良亮（A.B.C-Z）
IQ164だが対人恐怖症でコミュニケーションを取ることが苦手。高校は引きこもりで中退。院長の父と医者の兄をもつ。父と顔を合わせたくないので、定時制高校に通っている。
最初は学校でもクラスメートを頼らないが、だんだん信頼を深めて、みんなに頼れるようになっていく。

### 定時制1-Aの生徒
グエン・ギャン・ミャン
演 - 鈴之助
ベトナム人の生徒。夢はベトナムに学校を建設すること。
沖田莉奈(おきた りな）
演 - 森田想
弟の学費を稼ぎながら、高校卒業の資格が必要で定時制に通っている。
髪の毛が半分明るいギャル。
片山昭三(かたやま しょうぞう）
演 - 渡辺哲
定年退職し、学び直すため定時制に通っている。妻に手紙を書けるようになりたいと思っている。

### 生徒の関係者
谷部譲治（やべ じょうじ）
演 - 宇梶剛士
谷部木材店の社長。火村の身元引受人。
谷川
演 - 奥野瑛太
谷部木材店で働いてる。中卒である火村に何かと突っかかってくる。
空田朱里(そらた あかり)
演 - 共田すず
空田の娘。しかし妻の連れ子であるため血は繋がっていない。小学4年生。
風間隼人
演 - 村上新悟
風間の兄。自分と違って自由に生きることができる弟に対して時間を無駄にしないように説得する。
柳澤(やなぎさわ)
演 - 前田公輝
火村のかつての悪友。傷害事件で警察に捕まっていたが4年後出所し、火村に会いにきた。模範囚であったと本人は語る。

### 全日制3-Aの生徒
轟高校では全日制3-Aと定時制1-Aが同じ教室を使用している。
山崎志保(やまざき しほ）
演 - 八木莉可子
風間の初恋の相手である文学少女。
最初は定時制に対して偏見を持ち、関わることを拒否していた。しかし風間からの手紙を読み、次第に交流を持つように。ランボーや芥川龍之介などを読み、風間とは本の趣味が合うようでツルゲーネフの『初恋』を風間に勧めた。
相沢愛(あいさわ あい)
演 - 木下彩音（ホリプロ）
不良生徒三人組の一人。愛称は「あいあい」。
木嶋勇也(きじま ゆうや)
演 - 島村龍乃介
不良生徒三人組の一人。カフェで火村と喧嘩をするなど三人の中でも主犯格である様子がうかがえる。
住吉大和(すみよし やまと)
演 - 増田朋弥
不良生徒三人組の一人。

### 学校関係者
図書室の司書さん
演 - 鈴木ちなみ
生徒たちを温かく見守っている。第3話に登場。
用務員さん
演 - 濱口優（よゐこ）
校内に神出鬼没な用務員。第4話から登場。

## 放送内容
| 話数            | 放送日  | サブタイトル             | キャッチコピー                               | 脚本       |
| --------------- | ------- | ------------------------ | -------------------------------------------- | ---------- |
| 第1話           | 4月6日  | 大人が勉強して何が悪い   | 夜の学校で ぼくたちは青春をとり戻す          | 根本ノンジ |
| 第2話           | 4月13日 | 大人が制服着て何が悪い   | 神様。 何を選ぶのが 正解ですか？             | 清水匡     |
| 第3話           | 4月20日 | 大人が初恋して何が悪い   | 届け 届け キミに届け                         | 清水匡     |
| 第4話           | 4月27日 | 大人がHRして何が悪い     | 何を どこで 間違えたんだろう                 | 根本ノンジ |
| 第5話           | 5月4日  | 大人が運動会して何が悪い | ヒーローじゃない ただ みんなの先生になりたい | 清水匡     |
| 第6話           | 5月11日 | 大人が居残りして何が悪い | 友達なんて 煩わしい そう思ってた。           | 根本ノンジ |
| 第7話（最終回） | 5月18日 | 大人が青春して何が悪い   | 夜の学校が 僕らに くれたもの                 | 根本ノンジ |

## スタッフ
- 監督 - 榊英雄
- 脚本 - 根本ノンジ、清水匡
- 音楽 - 和
- 撮影 - 小島悠介
- 照明 - 西野龍太郎
- 録音 - 西條博介
- 企画 = 服部保彦（メ～テレ）
- プロデューサー = 松岡達矢（メ～テレ）、八木亜未（ラフ・アット）
- 主題歌 - A.B.C-Z「灯（あかり）」（ポニーキャニオン）[13]
  - 作詞を担当したタナカヒロキ（LEGO BIG MORL）がドラマの脚本を読み、書きおろした詞となっている[14]。
- 制作 - メ～テレ、ラフ・アット
- 制作著作 - メ～テレ

## 製作
経緯
2019年4月に放送された『ぼくらのショウタイム』につづく「A.B.C-Z×メ～テレ」のスペシャルドラマ第2弾として制作された。情報番組『デルサタ』でMCを務めていた濱口優(よゐこ)プロデュースによるA.B.C-Zと『デルサタ』のコラボ企画としては第5弾である。本作の撮影風景や新情報はたびたび『デルサタ』内で解禁され、MCを務めていた濱口優と鈴木ちなみは本作にゲスト出演している。なお『デルサタ』は本作のメ～テレ放送開始直前に番組が終了してしまったため、放送開始後の宣伝などは『ドデスカ!』で行われた。
撮影現場の様子や濱口がA.B.C-Zにインタビューする様子が特番『濱口優＆A.B.C-Z　SPコラボをワンモア』として2021年3月1日(2日深夜)0時15分に放送された。
東京・神楽座で行われた完成報告会には主演のA.B.C-Z、監督の榊英雄とともにサプライズで濱口優が登場した。
テーマ
企画とプロデュースを担当したメ〜テレの服部保彦は監督らと2020年2月に都立の夜間定時制高校へ取材を行った。その際に知った、1学年が1クラスであることや東南アジア出身の生徒が多いこと、学び直しのために通う高齢者がいたこと、夜間のために授業開始のチャイムが鳴らないことなどが劇中に反映されている。
服部は取材を経て、ドラマのテーマを「いつでもやり直せ、挑戦できる」、「再起」に決め、定時制を舞台に教師や生徒が出会いを通じて変わっていく姿を描くことにした。服部によると登場するキャラクターは全員、過去に抱えた問題から今も脱せずにいる。一生懸命生きているのに、なぜかうまくいかない。そんな人々が、様々な事情から30代になって学舎で出会い、互いに影響し合いながら再起していく物語となっている。最終回直前のA.B.C-Zからのメッセージで戸塚はドラマのテーマのように「何かを始めることに遅いなんていうことはありません。諦めたことにもう一度挑んではいけないなんてこともありません。」というコメントをしている。また河合は『ワンモア』を「それぞれのキャラクターが成長していく」と述べている。完成報告会の際には塚田も「“スタートはいつどんな時でも切っていいんだ”ということも教えてもらいました。」と話している。
前作の『ぼくらのショウタイム』が5人で1チームの物語だったのに対し、本作はそれぞれのキャラクターにエピソードがあり、ひとりひとりにフォーカスされている作品である。
役柄
主演のA.B.C-Zの役柄は本人とは正反対の“逆当て書き”になっている。明るいキャラクターでバラエティへの出演が多い河合は自身とは正反対というクールな教師・地井を演じた。また、モノマネをする教師・水野を演じた五関は、台本を読んだとき、キャスティングを(同じ教師役である)河合と間違っているのではないかと思ったという。塚田はトレードマークの金髪を黒髪にして、撮影に臨んだ。橋本が引きこもりの役であったのもイメージできなかった、と河合は語った。濱口は撮影の際に戸塚の怖いヤンキーのキャラクターが普段と違うから怖かった、という。
撮影
撮影は2020年夏に行われたが、これはコロナ禍の最中であった。楽屋では弁当を無言で食べる、本番直前までフェースシールドを着用などの感染対策が取られた。
ロケ地はかつて学校として使われていた本物の校舎である。この校舎は偶然にも、A.B.C-Z主演映画『オレたち応援屋!! We are Oh&Yeah!!』でもロケ地として使われてる。
最終回の卒業式のシーンで五関扮する水野が生徒一人一人に向かって言うセリフは、台本にプラスして五関自身が考えた言葉になっている。五関は台本をもらった時にプロデューサーにセリフを変えてもいい、言われていたそうだが、当初は変えるつもりはなかった。しかし、撮影の最終日に向けて、生徒役のみんなの芝居を見ているうちに、水野として"楽しい"、"嬉しい"という気持ちが出てきて、卒業式で言いたいセリフが浮かんだ、という。五関がセリフを変えたことは他のメンバーには内緒にして本番が撮影された。水野の前に地井が話すシーンのセリフも少し考えたが、急に河合の台詞を変えたら申し訳ないと思い、そのままにした、と五関は述べている。

## ネット局
| 放送対象地域 | 放送局                           | 系列           | 放送曜日・時間               | 放送期間                                      | 備考                                                                                      |
| ------------ | -------------------------------- | -------------- | ---------------------------- | --------------------------------------------- | ----------------------------------------------------------------------------------------- |
| 中京広域圏   | 名古屋テレビ放送（NBN/メ〜テレ） | テレビ朝日系列 | 火曜 0:15 - 0:48（月曜深夜） | 2021年4月6日（5日深夜） - 5月18日（17日深夜） | 制作局                                                                                    |
| 神奈川県     | テレビ神奈川（tvk）              | 独立局         | 土曜 22:30 - 23:00           | 2021年4月10日 - 5月22日                       |                                                                                           |
| 千葉県       | 千葉テレビ放送（CTC/チバテレ）   | 独立局         | 木曜 22:00 - 22:30           | 2021年5月6日 - 6月17日                        | 橋本の出身地の地元局                                                                      |
| 近畿広域圏   | 朝日放送テレビ（ABC）            | テレビ朝日系列 | 日曜 23:55 - 翌0:25          | 2021年8月1日 - 9月27日（26日深夜）            | 同局のドラマ枠『ドラマ+』にて放送。前時間帯で放送の橋本主演ドラマ『痴情の接吻』の制作局。 |
| 福岡県       | 九州朝日放送（KBC）              | テレビ朝日系列 | 火曜 0:50 - 1:20（月曜深夜） | 2021年11月30日（29日深夜） -                  |                                                                                           |

## 配信
メ～テレでの放送開始に先立って、2021年3月8日から4月5日までAmazonプライム・ビデオで有料レンタルの先行配信が行われた。メ～テレでの放送に合わせて、TVerとGYAO!で無料見逃し配信が視聴できるようになった。またAmazonプライム・ビデオでは最新話まで視聴可能であり、2021年6月18日まで配信が行われていた。
ABCテレビで放送された際にも、TVerとGYAO!で無料見逃し配信が行われた。

## 作品の評価
2021年春ドラマの54作品を対象としたWebザテレビジョンが実施したアンケートでは、"推しドラマ"の3位にランクインした。
ローカルドラマでありながら、第1話放送終了後のTVerの見逃し配信ではランキング4位をマークし、全国からも大きな注目を集めた。その好評な反響に応え、メ～テレでは4月24日土曜深夜0時から折り返し地点となる４話の放送前に第1話～３話までの一挙再放送が行われた。

## 関連商品
『ワンモア』＆『ぼくらのショウタイム』BOXセット
超豪華版（Blu-ray）、豪華版（Blu-ray）、通常版（Blu-ray）、通常版（DVD）の4形態。発売と販売元はメ～テレである。完全受注生産で発売された。
Blu-rayのセット内容
- 『ワンモア』Blu-ray（A.B.C-Zメンバーによる全話オーディオコメンタリー付）
- 『ぼくらのショウタイム』Blu-ray

DVDのセット内容
- 『ワンモア』DVD
- 『ぼくらのショウタイム』DVD

封入特典
- 『ワンモア』特製ブックレット
- 「輝け定時制」Tシャツ（超豪華版のみ）
- 『ワンモア』プラスチック製自立式スタンド（超豪華版、豪華版のみ）
- 『ぼくらのショウタイム』プラスチック製自立式スタンド（超豪華版のみ）
- 特典DVD（撮影現場メイキング＆A.B.C-Zメンバーインタビュー映像／90分）（超豪華版、豪華版のみ）